# آنابل: آفرینش
آنابل: آفرینش (به انگلیسی: Annabelle: Creation) یک فیلم آمریکایی در سبک فراطبیعی و ترسناک، به نویسندگی گری دوبرمن و کارگردانی دیوید اف. سندبرگ محصول سال ۲۰۱۷ است. آنابل: آفرینش پیش‌درآمدی بر فیلم آنابل (۲۰۱۴) و چهارمین قسمت در مجموعه فیلم‌های احضار محسوب می‌شود، که منشأ تسخیر شدن عروسک آنابل را به تصویر می‌کشد. در این فیلم بازیگرانی همچون استفانی سیگمن، تالیثا بیتمن، لولو ویلسون، آنتونی لاپالیا و میراندا اتو ایفای نقش می‌کنند. این فیلم در ۱۱ اوت ۲۰۱۷ در ایالات متحده اکران شد.
فیلم با واکنش مثبت منتقدین همراه بوده‌است. پایگاه اینترنتی راتن تومیتوز گزارش کرد که ۶۸٪ منتقدان آنابل: آفرینش را مثبت ارزیابی کرده‌اند که این میانگین از روی ۱۴۱ نقد بدست آمده‌است. در سایت متاکریتیک نیز فیلم امتیاز ۶۲/۱۰۰ را گرفته‌است که این نمره بر اساس ۲۹ نقد بدست آمده‌است.

## داستان
فیلم داستان یک عروسک‌ساز و همسرش را روایت می‌کند که دوازده سال بعد از مرگ غم‌انگیز دختر کوچکشان، به یک کشیش و چند یتیم همراه او در خانهٔ خود پناه می‌دهند، اما بعد از آن فقط شاهد هدف قرار گرفتن آن‌ها توسط موجود وحشتناک و دیوانه‌ای که خودشان خلق کرده‌اند هستند؛ اگرچه آنها فقط می‌خواستند دخترشان برگردد… ولی نمی‌دانستند با این کارشان شیطان بزرگی را احضار می‌کنند، در آخر فیلم این شیطان به کالبد یکی از بچه‌ها که جنیس نام دارد هجوم می‌برد و آن را در نوجوانی به آنابل هیگینز تبدیل می‌کند.

## دنباله
قسمت سوم با نام آنابل به خانه می‌آید در تاریخ ۲۶ ژوئن ۲۰۱۹ روی پرده‌های سینما رفت. نویسندگی و کارگردانی این فیلم بر عهده گری دابرمن، نویسنده دو قسمت قبلی و همچنین راهبه بود.